# Колонія (роман Кідрука)
«Колонія» — науково-фантастичний роман (тверда наукова фантастика) українського письменника Макса Кідрука з циклу «Нові темні віки». Опублікований у грудні 2022 року у видавництві «Бородатий Тамарин», яке автор заснував разом із дружиною Тетяною Кідрук. Ця книга є першою частиною фантастичного циклу «Нові темні віки» про світ у XXII столітті. Другу частину з назвою «Колапс» варто очікувати у 2026 році (приблизно). Третя книга матиме назву "А потім запала пітьма".
Однією з ідей роману є те, що попри цивілізаційні досягнення, людина за своєю суттю не змінюється, і навіть збільшення тривалості життя та перетворення на двопланетний вид не є гарантією порятунку для людства.
Книга містить чимало ілюстрацій, зокрема, кольорових, таблиць та карт, що допомагають зрозуміти зміст. За три місяці з моменту видання придбано 30 тисяч примірників.

## Сюжет
Події відбуваються у 2141 році. Роман має значну кількість основних персонажів на Землі та Марсі з власними сюжетними гілками. Там представлені різні країни та регіони світу, в тому числі й Україна, що пережила чергову війну з Росією, а також впливова українська діаспора на Марсі, здебільшого залучена до агрохолдингу «Томуто», що майже монопольно виготовляє харчові продукти.
За сюжетом, на Землі лютує клодис (від сlostridium disease) — хвороба, яка призвела до смертоносної пандемії. Разом з тим земляни страждають через антибіотикорезистентність, що значною мірою послабила можливості медицини, а планета перебуває на межі екологічної катастрофи через метангідратну проблему. Несподівано з'являється ще одна проблема — невідомий патоген, який інфікує вагітних жінок. Вчені намагаються з'ясувати природу хвороби та виявити потенційний зв'язок з зафіксованими довкола планети нейтринними спалахами, що може вказувати на позаземну присутність.
Водночас на Марсі присутні колонії, населення яких уже перевищує 100 тисяч мешканців, з яких третину становлять молоді народжені на Марсі. На відміну від суперфахівців, що прибувають з Землі, вони виконують низькокваліфіковану роботу та отримують зневажливе ставлення з боку землян, тому прагнуть змін, ставлячи під загрозу саме існування колоній.

## Презентація
У рамках презентації книги письменник проводить благодійний тур різними містами України та Європи.

## Критика
Книга отримала схвальні відгуки. Рецензенти відзначають наукову точність, реалістичність сценаріїв зникнення людства (вивільнення метану з гідратів, антибіотикорезистентність) та кількість ілюстрацій, складність та важливість питань, піднятих у романі.
«Колонія» — це класичний роман-застереження. У ньому немає банального «Добра і Зла» — світ, як і люди, сірий.
Павло Чуйкін з ITC.ua назвав книгу «новою зіркою на небосхилі української фантастичної літератури, яка започаткувала епічну серію чудової, сучасної, жорсткої та дуже-дуже наукової фантастики».
За версією Українського інституту книги роман став бестселером 2022 року.

## Переклади роману
- 20 червня 2024 року на Facebook-сторінці Макса Кідрука з'явився пост, у якому автор оголосив, що 2025 року «Колонію» буде видано польською мовою у видавництві Insignis зі стартовим накладом у 7000 примірників.[10]

- 20 вересня 2024 року на своїй Facebook-сторінці Макс Кідрук повідомив, що «Колонію» вже перекладають угорською мовою, і очікується, що вона вийде з друку влітку 2025 року у видавництві Európa Könyvkiadó. [11]

## Цікаві факти
Макс Кідрук про свій роман:
В цій книжці я змалював один із найгірших сценаріїв майбутнього. І він, певна річ, вам не сподобається. Але я свідомо починаю цю розмову, щоб вигадана картина не стала реальністю.
Письменник зазначив, що у наступні роки планує писати лише продовження фантастичного циклу «Нові темні віки».
У романі присутня ненормативна лексика. Віковий ценз — з 18 років.

## Настільна гра
За мотивами роману «Колонія» було створено однойменну настільну гру в жанрі асиметричної стратегії, розроблену спільно Михайлом Войтовичем та Максом Кідруком і намальовану Марією Максимів. Вперше гру представили широкому загалу на фестивалі Fancon у червні 2025 року.